# Palazzo Naselli Crispi
Palazzo Naselli Crispi è un palazzo cinquecentesco situato nel centro rinascimentale di Ferrara in via Borgoleoni 28.

## Storia

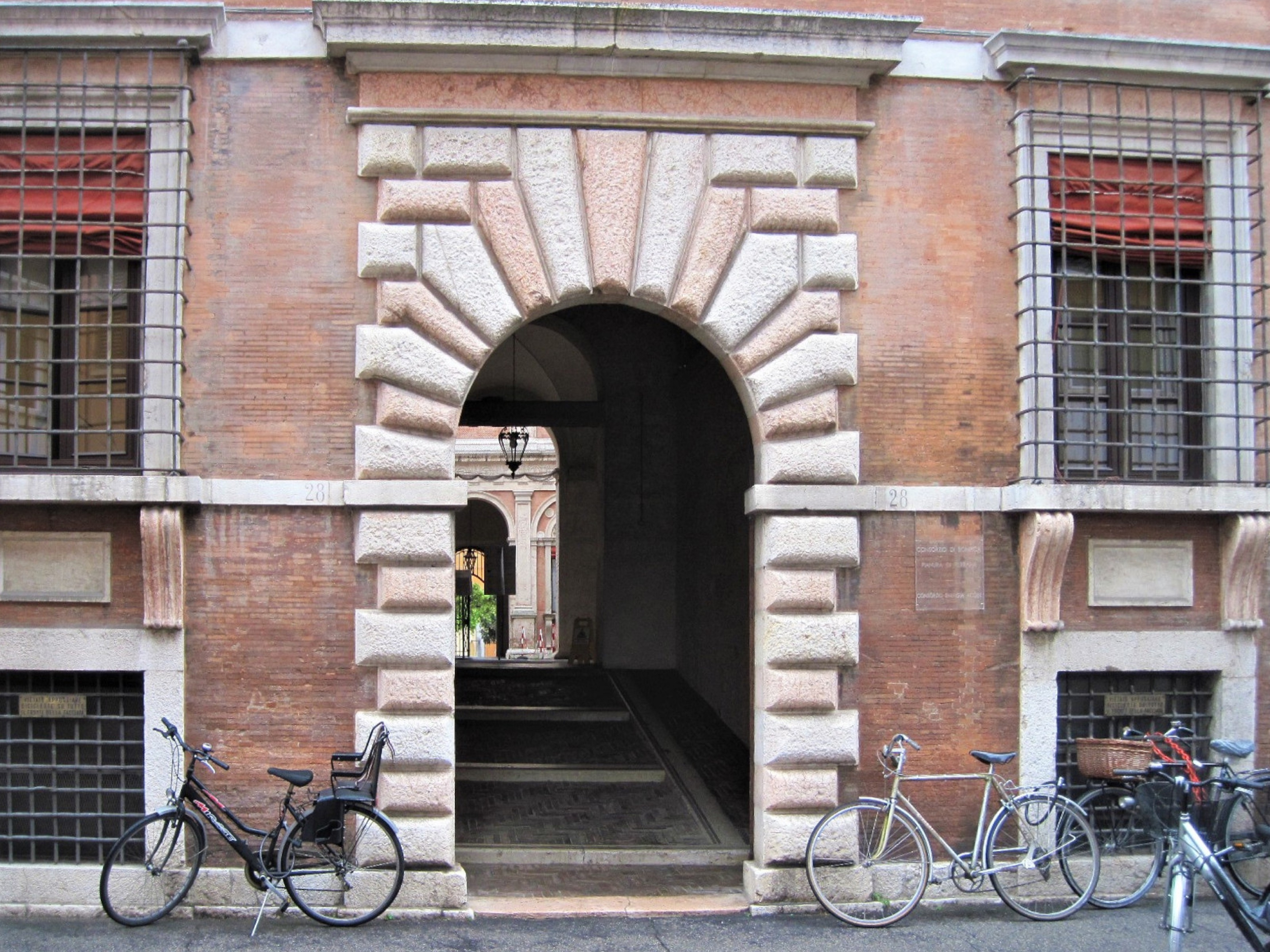
Portale di Palazzo Naselli Crispi.

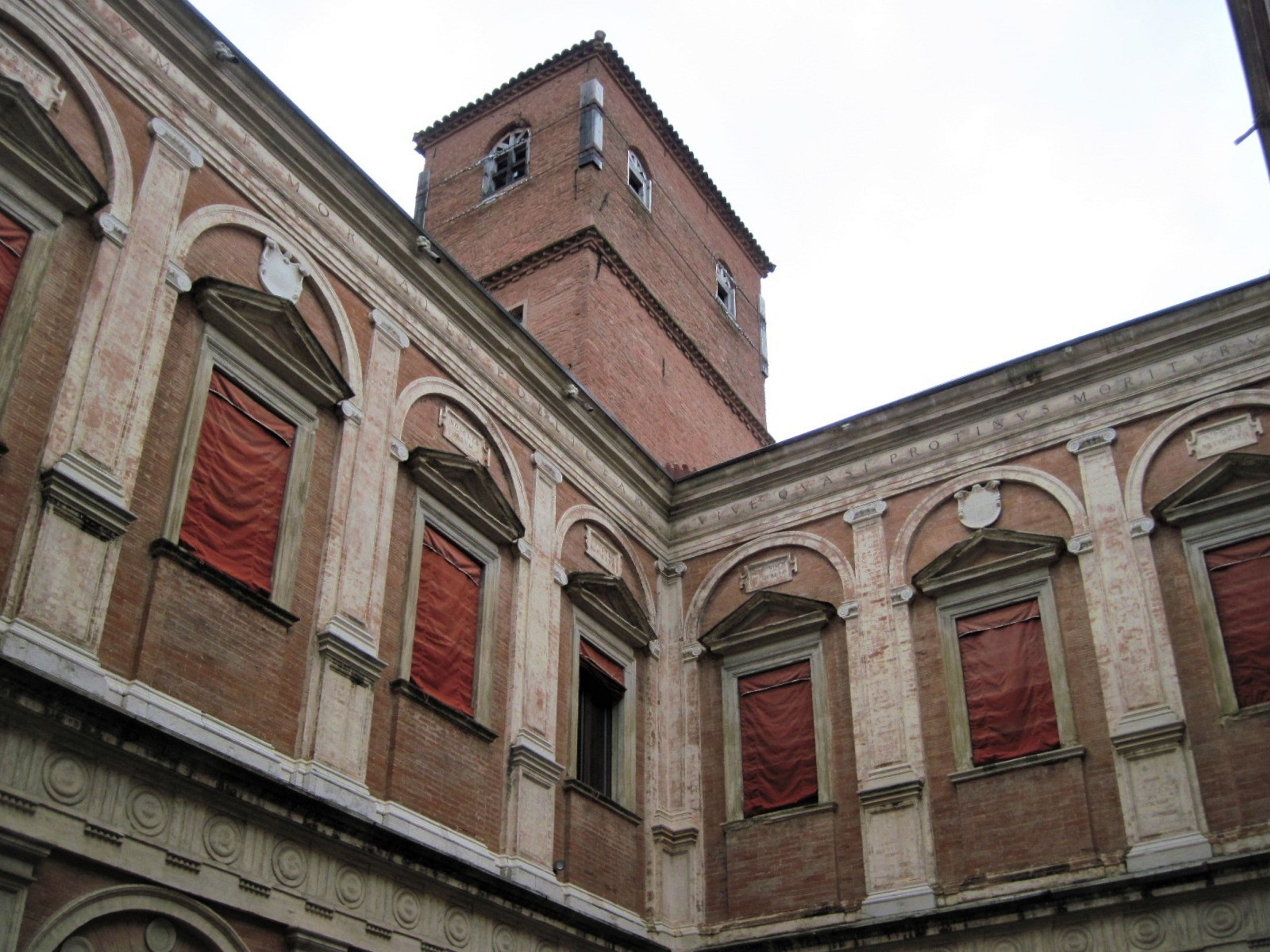
Torre di palazzo Naselli Crispi con rinforzi posti dopo le scosse del terremoto dell'Emilia del 2012.

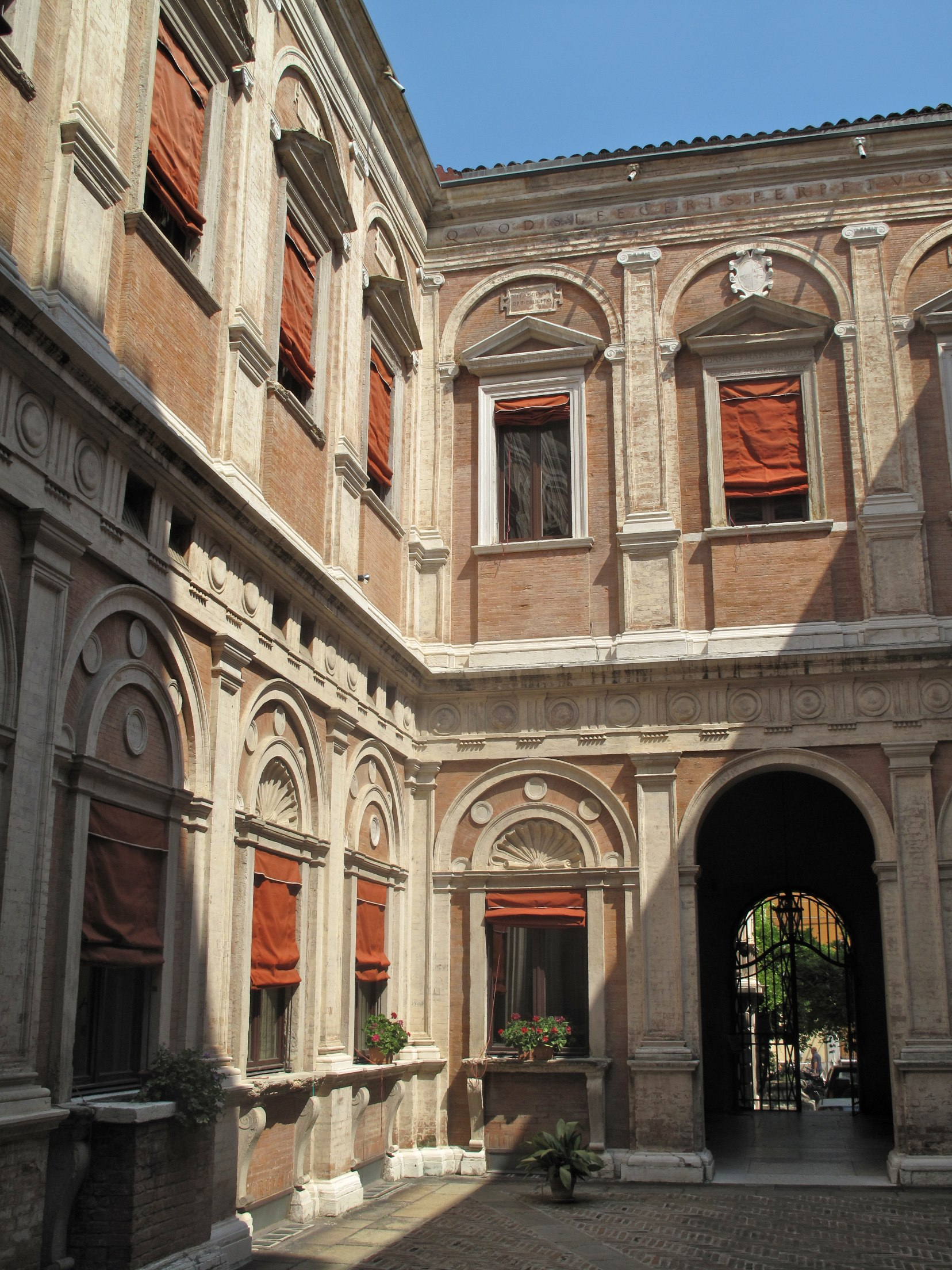
Cortile interno di palazzo Naselli Crispi.

Il progetto del palazzo venne affidato a Girolamo da Carpi verso il 1531 ed ultimato attorno al 1537 su commissione di Giuliano Naselli protonotario apostolico,
canonico della cattedrale di Ferrara. 
Appartenne ai Naselli per un certo periodo poi ne divenne proprietario il duca Ercole II d'Este e alla metà circa del XVI secolo entrò a far parte dei beni del conte Giovanni Maria Crispi. Vi furono altri passaggi e fu acquistato attorno alla fine del XIX secolo da un istituto bancario romagnolo che iniziò la sua attività anche a Ferrara, il Piccolo Credito. 
Questa banca, nel primo dopoguerra, venne dichiarata fallita e l'edificio mutò ancora proprietario.
L'importante palazzo è divenuto in seguito sede del Consorzio di bonifica pianura di Ferrara.

### Terremoto del 2012
L'edificio ha subito notevoli danni in seguito al sisma del 2012. Durante i lavori di restauro sono venuti alla luce particolari architettonici di interesse, come la presenza, sotto le pavimentazioni recenti, di parti in ceramica e, nascoste dalle parti in legno sul soffitto, l'esistenza di decorazioni nelle volte databili al XIX secolo.

## Descrizione
Girolamo da Carpi, ottenendo l'incarico per il progetto del palazzo, ebbe l'occasione di rendere un omaggio alla città estense e nello stesso tempo di seguire il più possibile il modello architettonico che ammirava, legato alla romanità. Fece grande uso nella facciata del tipico cotto ferrarese ma, allo stesso tempo, si slegò dall'immagine di Ferrara e volle trasformare il cortile in una struttura classica quasi bramantesca.
Il prospetto su via Borgoleoni è caratterizzato da un monumentale portale in bugnato marmoreo bianco e rosa. Il cortile interno si ispira al Teatro di Marcello, a Roma, con arcate che si presentano su due ordini. Nel portico dell'ingresso è conservato un affresco originale di Girolamo da Carpi che raffigura la Madonna con Bambino.